# ام‌اس‌آی
شرکت مایکرواِستار اینترنشنال (به انگلیسی: Micro-Star International Co. , Ltd) یا به‌اختصار اِم‌اِس‌آی (MSI) یک شرکت فناوری اطلاعات چندملیتی تایوانی تولیدکننده لپ‌تاپ، سخت‌افزار رایانه و تجهیزات جانبی آنان می‌باشد. این شرکت در سال ۱۹۸۶ در کشور تایوان تأسیس شد و اکنون یکی از بزرگترین فروشندگان مادربورد در جهان است، چنان‌که در سال ۲۰۰۹، پس از دو شرکت ایسوس و گیگابایت تکنالوجی، در جایگاه سوم در زمینه تولید و فروش این محصول جای گرفت. دیگر محصولات ام‌اس‌آی شامل کارت گرافیک، لپ‌تاپ، سرور، دستگاه‌های ارتباطی و پخش موسیقی ام‌پی‌تری و همچنین ابزار ذخیره‌سازی داده، می‌شود. شرکت مایکرواستار اینترنشنال با شرکت‌های تولید ریزتراشه مانند اینتل و انویدیا، همکاری نزدیک دارد و محصولات خود را به قاره آسیا، اروپا، کشور استرالیا و همچنین کشورهای آمریکای شمالی عرضه می‌کند.

## تصاویر محصولات
|  |
|  |
|  |